# Heinrich Hitler
Heinrich Hitler (* 14. März 1920; † 21. Februar 1942 in Moskau), zumeist Heinz Hitler genannt, war der Sohn von Alois Hitler junior und dessen zweiter Ehefrau Hedwig Heidemann und somit ein Halbneffe Adolf Hitlers.

## Leben
Die Ehe der Eltern war im Grunde illegitim, da Alois Hitler junior von seiner ersten, irischen Ehefrau Bridget Dowling nie geschieden worden war. Deshalb hatte er sich sogar, wenn auch ohne besondere Konsequenzen, wegen Bigamie verantworten müssen.
Ganz im Gegensatz zu seinem älteren Halbbruder, dem extravaganten Lebemann William Patrick Hitler, aber ähnlich wie sein älterer Vetter Leo Raubal, soll Heinz Hitler bei seinem Onkel Adolf Hitler den Nimbus eines Lieblingsneffen gehabt haben. So konnte er auch eine der elitären Nationalpolitischen Erziehungsanstalten (Napola) in Ballenstedt von 1935 bis 1939 besuchen und dort auch im Jahr 1939 das Abitur ablegen.
Den wenigen Quellen zufolge verhielt sich der jugendliche Heinz Hitler seinem Onkel und der nationalsozialistischen Ideologie gegenüber völlig linientreu.
Nach der Napola-Ausbildung trat Heinz Hitler 1939 als Offizieranwärter in die Wehrmacht ein. Im Zweiten Weltkrieg nahm er in einem Unteroffiziersrang ab 1941 als Fernmelder mit dem Potsdamer Artillerieregiment 23 in der 23. Infanterie-Division am Unternehmen Barbarossa, dem Angriff auf die Sowjetunion, im Abschnitt der Heeresgruppe Mitte teil. Offenbar gegen den Wunsch des Diktators bestand er darauf, auch unmittelbar an der Front Dienst tun zu können.
Im Zuge der ersten Absetzbewegungen der Wehrmacht an der Ostfront im Winter 1941/42 erging am 10. Januar 1942 der Befehl an Heinz Hitler, aus einer bereits aufgegebenen, vorgeschobenen Stellung fernmeldetechnische Ausrüstung zu bergen. Bei diesem Einsatz geriet er in sowjetische Kriegsgefangenschaft und wurde in das Gefängnis Butyrka in Moskau gebracht. Dort starb Heinz Hitler im Frühjahr 1942. Wo seine sterblichen Überreste verblieben sind, ist nicht mehr nachvollziehbar.
Welche Rolle die Person Heinz Hitler in den Überlegungen des OKW gespielt hat, Stalins Sohn Jakow Dschugaschwili, der 1941 bei Smolensk der Wehrmacht in die Hände gefallen war, gegen prominente deutsche Kriegsgefangene wie etwa Leo Raubal auszutauschen, ist nicht eindeutig geklärt.